# WWF One Night Only
WWF One Night Only – gala pay-per-view wyprodukowana przez World Wrestling Federation (WWF), która odbyła się 20 września 1997 w NEC Arenie w Birmingham, Anglii.

## Gala
One Night Only oferowało walki profesjonalnego wrestlingu z udziałem różnych wrestlerów z istniejących oskryptowanych rywalizacji i storyline’ów, które były kreowane na głównej tygodniówce WWF, Raw is War, a także innych programach telewizyjnych World Wrestling Federation. Wrestlerzy byli przedstawiani jako heelowie (negatywni, źli zawodnicy i najczęściej wrogowie publiki) i face’owie (pozytywni, dobrzy i najczęściej ulubieńcy publiki), gdzie rywalizowali pomiędzy sobą w seriach gal mających w budować napięcie, kulminując w walkę wrestlerską lub serię walk.
Na gali odbyło się osiem walk, w tym dwie walki wieczoru. W pierwszym zmierzyli się The Undertaker oraz Bret Hart o WWF Championship w rewanżu z SummerSlam z poprzedniego miesiąca, gdzie Undertaker stracił tytuł w kontrowersyjny sposób. Walka nie była reklamowana na promocyjnym plakacie dla gali, co Hart przypisał do zakulisowej polityki Shawna Michaelsa i Triple H’a; powiedział, że Undertaker był również z tego niezadowolony (mecz był usunięty z wydania w wersji VHS, lecz przywrócono go w wersji galiana DVD). Na koniec gali, Michaels zmierzył się z The British Bulldogiem o WWF European Championship, jako część trwającego już feudu z The Hart Foundation. Tytuły WWF Tag Team Championship były również bronione w karcie, gdzie członkowie Los Boricuas, Savio Vega i Miguel Pérez Jr., zmierzyli się z mistrzami, The Headbangers.
Gala była dostępna w systemie pay-per-view w Kanadzie i Europie, lecz nie w Stanach Zjednoczonych; storyline’owy powód był wytłumaczony tak, że WWF Champion Bret Hart – wraz z gimmickiem antyamerykanina – miał zapisek w swoim kontrakcie z federacją, że może zablokować pokazanie gali w Stanach. Później została tam wydana na VHS i DVD.

## Recenzje
Fin Martin z magazynu Power Slam określił One Night Only za „sensację”, dodając: „the card remains the WWF/WWE’s best ever in-ring presentation on UK shores. The fireworks were provided by the last three matches, all of which were superb”. Opisał walkę Breta Harta i The Undertakera jako „an epic encounter (over 28 minutes), which was the last truly great match of ‘The Hitman’s’ career”, a Michelsa pochwalił za najlepsze odegranie roli heela w całym roku.
Gala została całkowicie wyprzedana – w hali zasiadło 11 000 fanów. Przez ograniczoną dostępność, gala wygenerowała wykupienie w ilości 0.05, czyli została wykupiona 20 000 razy w systemie PPV.

## Wyniki walk
| Nr                                 | Wyniki | Stypulacje                                 | Czas  |
| ---------------------------------- | --- | ------------------------------------------ | ----- |
| 1                                  | Hunter Hearst Helmsley (w/ Chyna) pokonał Dude Love’a                                                         | Singles match                              | 11:06 |
| 2                                  | Tiger Ali Singh pokonał Leifa Cassidy’ego                                                                     | Singles match                              | 04:10 |
| 3                                  | The Headbangers (Mosh i Thrasher) (c) pokonali Los Boricuas (Savio Vegę i Miguela Péreza Jr.)                 | Tag team match o WWF Tag Team Championship | 14:07 |
| 4                                  | The Patriot pokonał Flash Funka                                                                               | Singles match                              | 09:31 |
| 5                                  | The Legion of Doom (Hawk i Animal) pokonali The Godwinns (Henry’ego O. i Phineasa I. Godwinna)                | Tag team match                             | 11:34 |
| 6                                  | Vader pokonał Owena Harta                                                                                     | Singles match                              | 14:21 |
| 7                                  | Bret Hart (c) pokonał The Undertakera przez dyskwalifikację                                                   | Singles match o WWF Championship           | 28:35 |
| 8                                  | Shawn Michaels (w/ Hunter Hearst Helmsley, Chyna i Rick Rude) pokonał The British Bulldoga (c) przez poddanie | Singles match o WWF European Championship  | 22:53 |
| (c) – mistrz/mistrzyni przed walką | |                                            |       |